# Live 2001 (album Stachursky’ego)
Live 2001 – pierwszy album koncertowy Stachursky’ego, wydany w październiku 2001 roku przez wytwórnię płytową Snake’s Music. Na płycie znajduje się 11 utworów, zarejestrowanych podczas Festiwalu Narodów Zjednoczonej Europy w Zielonej Górze. Ostatnią piosenką albumu jest utwór „Jump”, wykonywany oryginalnie przez grupę hardrockową Van Halen.

## Lista utworów
Opracowano na podstawie materiału źródłowego.
1. „Typ niepokorny” – 3:44
2. „Wierzę” – 4:25
3. „Gdy zapłaczesz” – 4:44
4. „Wigilia 1988” – 5:14
5. „Kowbojskie życie” – 5:20
6. „Chcesz czy nie” – 4:27
7. „Czuję i wiem” – 4:15
8. „Do końca moich dni” – 4:20
9. „Czekałem na taką jak Ty” – 4:17
10. „Zostańmy razem” – 4:26
11. „Jump” (cover Van Halen) – 5:21